# Burmaczyno
Burmaczyno – dawna kolonia. Tereny, na których leżała, znajdują się obecnie na Białorusi, w obwodzie mińskim, w rejonie miadzielskim, w sielsowiecie Słoboda.

## Historia
W czasach zaborów wieś w granicach Imperium Rosyjskiego.
W dwudziestoleciu międzywojennym folwark a następnie kolonia leżała w Polsce, w województwie wileńskim, w powiecie duniłowickim (od 1926 postawskim), w gminie Miadzioł.
Według Powszechnego Spisu Ludności z 1921 roku zamieszkiwało tu 28 osób, 12 było wyznania rzymskokatolickiego, a 16 prawosławnego. Jednocześnie 12 mieszkańców zadeklarowało polską, a 16 białoruską przynależność narodową. Były tu 2 budynki mieszkalne. W 1931 w 6 domach zamieszkiwały 32 osoby.
Wierni należeli do parafii rzymskokatolickiej w m. Miadzioł i prawosławnej w m. Niekasieck. Miejscowość podlegała pod Sąd Grodzki w Miadziole i Okręgowy w Wilnie; właściwy urząd pocztowy mieścił się w Miadziole.
W 1938 roku miejscowość należała do gromady Kropiwno gminy Miadzioł.